# Shender Shāmī
Shender Shāmī (persiska: شندر شامی) är en ort i Iran.   Den ligger i provinsen Ardabil, i den nordvästra delen av landet, 400 km nordväst om huvudstaden Teheran. Shender Shāmī ligger 1 786 meter över havet och antalet invånare är 176.
Terrängen runt Shender Shāmī är bergig. Runt Shender Shāmī är det ganska tätbefolkat, med 139 invånare per kvadratkilometer. Närmaste större samhälle är Qonsūl Kandī, 7,9 km söder om Shender Shāmī. Trakten runt Shender Shāmī består i huvudsak av gräsmarker.